# Winnica (Zielona Góra)
Winnica (przed 1945 niem. Fuchsburg) – osiedle Zielonej Góry, położone w środkowej części miasta.
Od połowy XIX wieku teren ten zajmowały manufaktury i niewielkie fabryki tekstylne, główną oś dzielnicy stanowiła ulica Obere Fuchsburg (obecnie Lisia), przy której mieściła się Otto Fuchs Tuchfabrik produkująca płótno. Dojazd do tej części miasta prowadził przez Mühlweg (ulica Krakusa). Całość uzupełniały niewielkie domy mieszkalne budowane bokiem do ulic. W latach 80. część zabudowy rozebrano, na jej miejscu wybudowano wysokościowce, które przypisano adresami do ulicy Lisiej.